# Constitución de 1917
Constitución de 1917 är en ort i Mexiko.   Den ligger i kommunen Jonuta och delstaten Tabasco, i den sydöstra delen av landet, 800 km öster om huvudstaden Mexico City. Constitución de 1917 ligger 6 meter över havet och antalet invånare är 381.
Terrängen runt Constitución de 1917 är mycket platt. Runt Constitución de 1917 är det glesbefolkat, med 20 invånare per kvadratkilometer. Närmaste större samhälle är Jonuta, 17,2 km nordväst om Constitución de 1917. Omgivningarna runt Constitución de 1917 är en mosaik av jordbruksmark och naturlig växtlighet.